# Edoardo Menichelli
Edoardo Menichelli (Serripola, 14. listopada 1939.) talijanski je prelat Katoličke Crkve. Službu nadbiskupa nadbiskupije Ancona-Osimo obnašao je od 2004. do 2017. godine. Papa Franjo ga je 14. veljače 2015. proglasio kardinalom.
Papa Franjo je 4. siječnja 2015. objavio da će Menichelli postati kardinalom na konzistoriju 14. veljače. Dodijeljena mu je naslovna crkva Sacri Cuori di Gesù e Maria a Tor Fiorenza.